# Okrug San Bernardino, Kalifornija
Okrug San Bernardino (eng. San Bernardino County, službeno County of San Bernardino) jedan je od 58 okruga u američkoj saveznoj državi Kaliforniji. Prema popisu stanovništva iz 2010. godine, u okrugu San Bernardino živi 2 035 210 stanovnika. Prema broju stanovnika, okrug San Bernardino je peti okrug po broju stanovnika. Sjedište okruga je grad San Bernardino koji je ujedno i najveći grad.
Ukupna površina okruga je 52 070 km2 od čega je 51 950 km2 (99.8%) kopno, a 120 km2 (0.2%) voda.

## Stanovništvo
Prema popisu stanovništva iz 2010. godine, u okrugu San Bernardino živi 2 035 210 stanovnika. Od toga je 1 153 161 (56.66%) bijelaca, 181 862 (8.94%) afroamerikanaca, 128 603 (6.32%) azijaca, 22 689 (1.11%) američkih domorodaca, 6 870 (0.34%) pacifičkih domorodaca, 439 661 (21.60%) osoba drugih rasa i 102 364 (5.03%) osoba dviju ili više rasa.
|                           | 2000.     | 2010.     | Promjena         |
| ------------------------- | --------- | --------- | ---------------- |
| UKUPNO                    | 1 709 518 | 2 035 210 | 325 692 (19.05%) |
| Bijelci                   | 1 007 034 | 1 153 161 | 146 127 (14.51%) |
| Afroamerikanci            | 155 348   | 181 862   | 26 514 (17.07%)  |
| Azijci                    | 80 221    | 128 603   | 48 382 (60.31%)  |
| Domorodci                 | 19 917    | 22 689    | 2 772 (13.92%)   |
| Pacifički domorodci       | 5 110     | 6 870     | 1 760 (34.44%)   |
| Osobe drugih rasa         | 355 847   | 439 661   | 83 814 (23.55%)  |
| Osobe dviju ili više rasa | 86 041    | 102 364   | 16 323 (18.97%)  |